# Ruhbach (Sulzbach)
Der Ruhbach ist ein Bach im Saarland.

## Geographie

### Verlauf
Der Ruhbach entspringt am Kummelbrunnen in Elversberg und bildet bei Schnappach zusammen mit dem Moorbach den Sulzbach. Das Ruhbachtal ist zugänglich vom St. Ingberter Ortsteil Schüren, von Elversberg und von Schnappach und liegt im südlichen Grenzbereich des Saarkohlenwaldes.

### Zuflüsse
- Kunnenbrunnenbach (rechts), 0,2 km
- Oberer Elmersbach (links), 0,2 km
- Unterer Elmersbach (links), 0,2 km
- Schürerbach (links), 0,6 km
- Grenzbach (rechts), 0,6 km
- Birkelbach (links), 1,0 km
- Fuchsbruchbach (rechts), 0,9 km

## Geologie
Der Ruhbach durchfließt ein Tal, das aus Braunerde und podsoliger Braunerde über Buntsandstein oder Kreuznacher Schichten des Rotliegenden besteht. Im Nordwesten legt sich über diese Schichten noch das Karbon.

## Natur und Umwelt

### Gewässergüte
Die Wasserqualität des Ruhbachs hat sich nach der 5-stufigen Klassifizierung der EU-Wasserrahmenrichtlinie von schlecht (2009) auf unbefriedigend (2015) um eine Kategorie verbessert. Als Grund wird die verminderte Abwasserbelastung des Gewässers durch die Modernisierung der nahe gelegenen Kläranlage Elversberg angegeben.

### Fauna
Schmetterlinge (Lepidoptera): Da das Ruhbachtal im Lepidoptera-Atlas des Saarlandes selbst nicht aufgeführt wird, dienen die 37 Arten der dort für die Gemeinden Spiesen-Elversberg und Schnappach nachgewiesenen Schmetterlinge hier als Orientierungshilfe für mögliche Vorkommen.
Liste (Auswahl) von seltenen Schmetterlingen, die im Ruhbachtal bestimmt wurden
- Kleiner Waldportier
- Wollafter
- Glänzende Erdeule
- Kleine Fichteneule
- Goldeule
- Gelbes Ordensband

Libellen (Odonata):
- Blauflügelprachtlibelle

Amphibien (Amphibia):

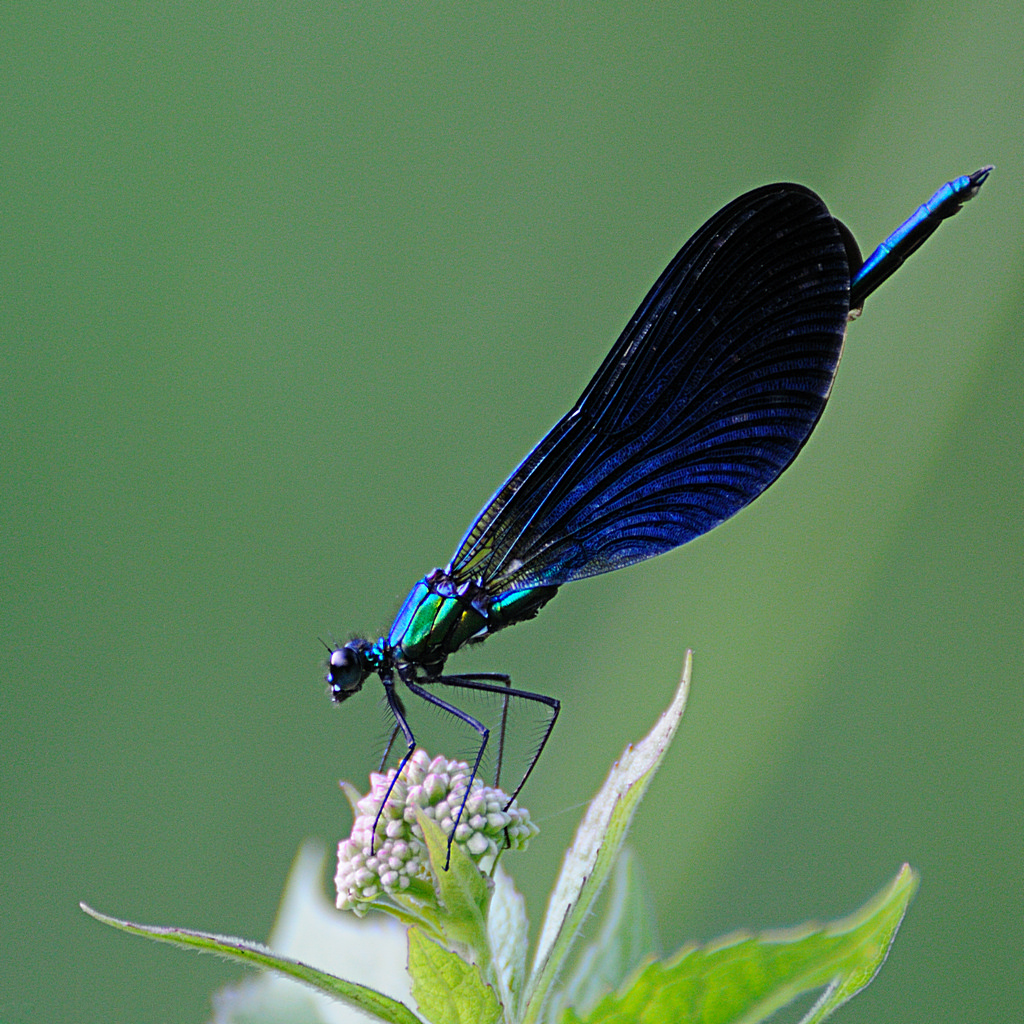
Blauflügelprachtlibelle

Vor allem am Teich des ehemaligen Schwimmbades können folgende Amphibien beobachtet werden
- Erdkröte
- Grasfrosch
- Wasserfrosch
- Fadenmolch
- Feuersalamander

Vögel (Aves)
- Wespenbussard
- Mäusebussard
- Wasseramsel

### Vegetation
Die an den Ruhbach angrenzenden Waldgebiete bestehen überwiegend aus Laubwald mit kleineren Arealen aus Nadelwald. Glasindustrie und Bergbau der angrenzenden Gemeinden verbrauchten seit dem frühen 18. Jahrhundert den Rohstoff Holz in ihren Öfen und Stollen. Ganze Wälder verschwanden mit der Zeit in den Bergwerken der Region, sodass sich das heutige Waldbild als Wiederaufforstung nach flächenhafter Rodung darstellt. Vor 150 Jahren wurden wegen ihres schnelleren Wuchses Nadelhölzer angepflanzt, die nicht zu dem ursprünglichen Baumbestand gehören.
Auch die wenigen Altholzbestände stammen aus dieser Zeit, was sich gut daran erkennen lässt, dass alte Buchen auf älteren Hohlwegen an manchen Uferbereichen des Ruhbachs wachsen. Eichen-, Buchen-, Fichten- und Kiefern-Laubmischbestände sowie Laub-Nadelmischbestände als Jungwuchs, Stangenholz sowie schwaches und mittleres Baumholz charakterisieren den heutigen Wald.
- Eiche (Quercus)
- Rotbuche (Fagus)
- Erle (Alnus)

### Naturschutzgebiet Ruhbachtal
Im Ruhbachtal sind ca. 37 ha als Naturschutzgebiet ausgewiesen. Als Schutzzweck wird genannt: 

„(...) die Erhaltung, Förderung und Entwicklung eines naturnahen Bachtals mit seinen Seitentälern. Dieses ist charakterisiert durch ein vielfältiges, kleinflächig wechselndes Mosaik der Lebensräume Auwald, Bruchwald, Quellfluren, Röhricht, Hochstaudenfluren, Großseggenrieden, Nasswiesen, Übergangsmoor und Winkelseggen-Erlenwald. Das Gebiet bietet einer Vielzahl seltener und gefährdeter Tier- und Pflanzenarten ihren natürlichen Standort.“

## Geschichte

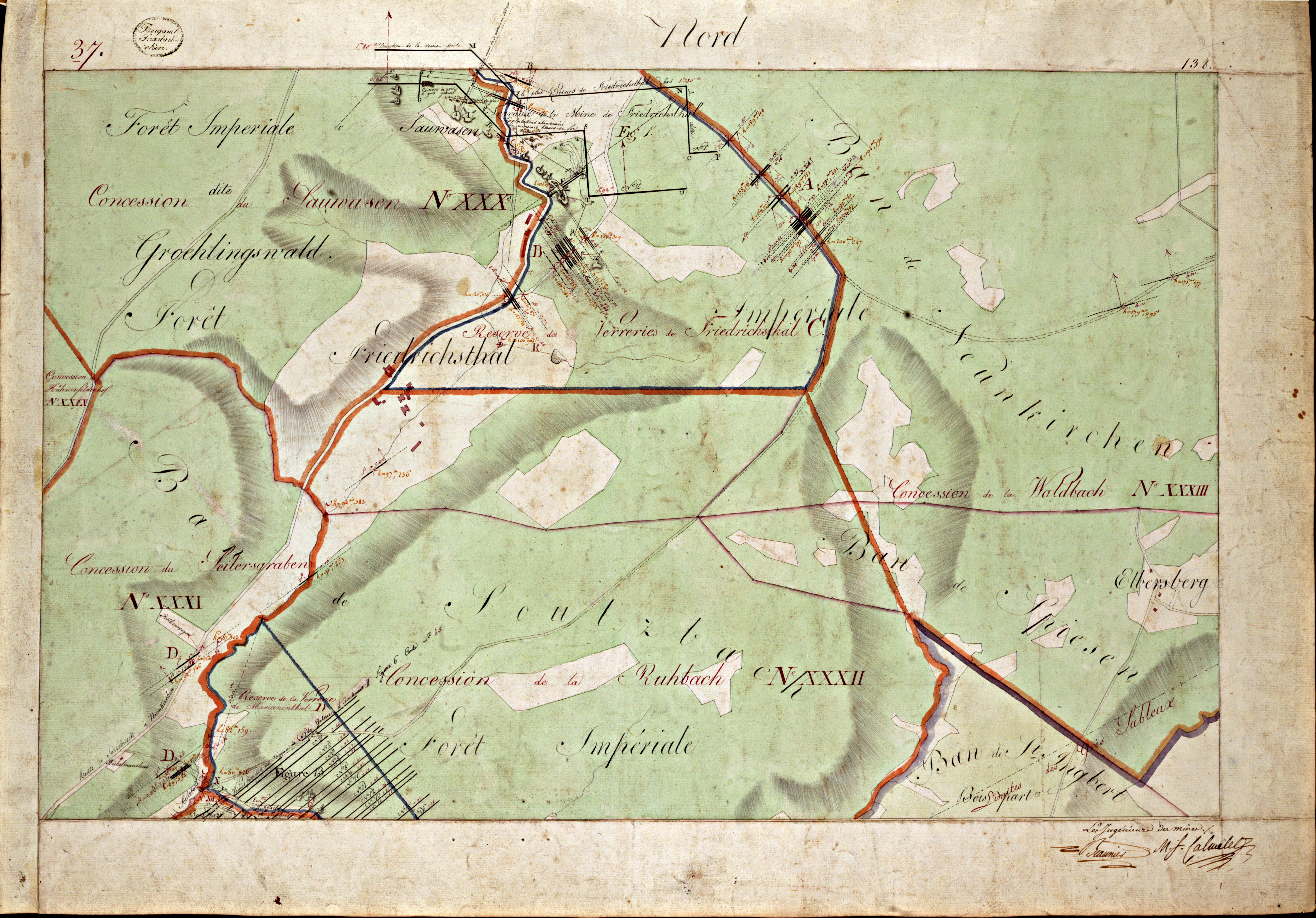
Nördliches Ruhbachtal 1810

Das Ruhbachtal war schon in vorgeschichtlicher Zeit besiedelt, wie ein Grabhügel aus der Hallstattzeit bezeugt. Vertiefungen und Löcher im Gebiet stammen von Rennöfen bekannter keltischer Verhüttungsplätzen und Siedlungseinrichtungen. Alfons Kolling, ehemaliger Landesarchäologe des Saarlands, beschreibt ein 1950 im Flussbett der Ruhbach gefundenes Steinrelief einer anthropomorphen Darstellung, die ein gallo-romanisches Heiligtum im Tal vermuten lässt.
Zur Zeit der industriellen Revolution wurde sein Wasser der prosperierenden Grube Heinitz  zugeführt. Im Tal selbst dienten zu dieser Zeit mehrere Sandgruben als Rohstoffquellen der frühen Glasindustrie. Von 1821 bis 1858 befanden sich im nördlichen Ruhbachtal die Eisensteingruben Raversfund und Friedrich. Mehrere Köhlerplätze sind bekannt. Am westlichen Talausgang befand sich auf bayerischer Seite die Mariannenthaler Glashütte. Auch speiste der Ruhbach ein Freibad, das sich bis in die Mitte des 20. Jahrhunderts unterhalb des Gasthauses Bayrisch Zell befand. Heute befindet sich ein kleiner Weiher an dieser Stelle.
Die Grenze zwischen der ehemaligen preußischen Rheinprovinz und der Pfalz (Bayern) verlief durch das Ruhbachtal und ist heute noch an alten Grenzsteinen erkennbar.

## Erholungsinfrastruktur
Das Ruhbachtal ist ein beliebtes Naherholungsgebiet mit Bayrisch Zell als Ausflugslokal. Für Wanderer wurde der 12 km lange Karl-May-Wanderweg ausgeschildert.
Innerhalb des Naherholungsraum Ruhbachtal befinden sich örtlich gut ausgebaute Waldwege mit Bänken und zwei Schutzhütten. Drei Holzbrücken, 2016 erneuert, ermöglichen am Gewässeranfangssbereich und in der Talmitte den Uferwechsel. Lebensgroße Holzschnitzereien und zahlreiche Hinweistafeln beziehen sich auf das Werk Karl Mays. Reitwege sind ausgeschildert.

## Bilder

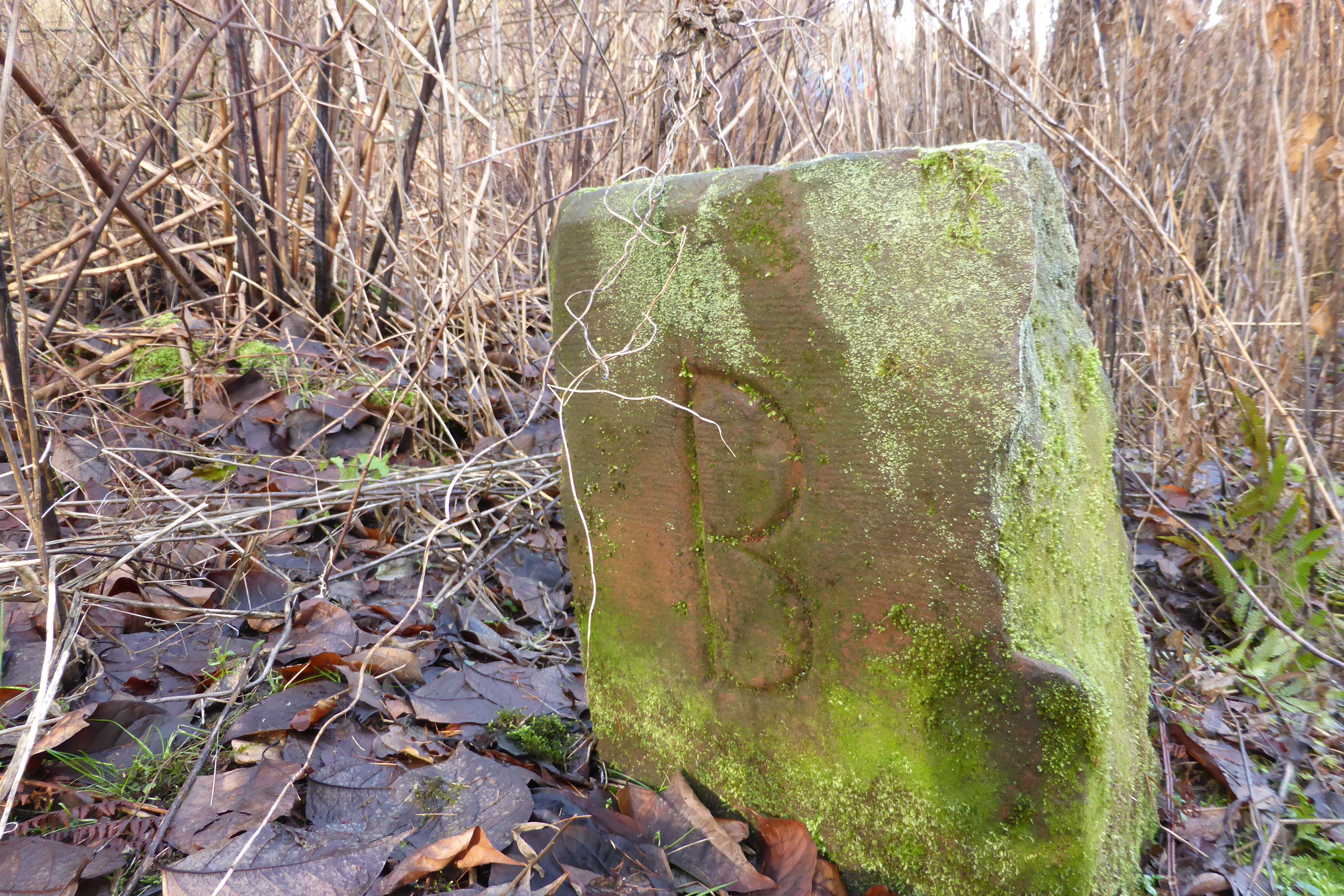
Grenzstein im Ruhbachtal: bayerische Seite
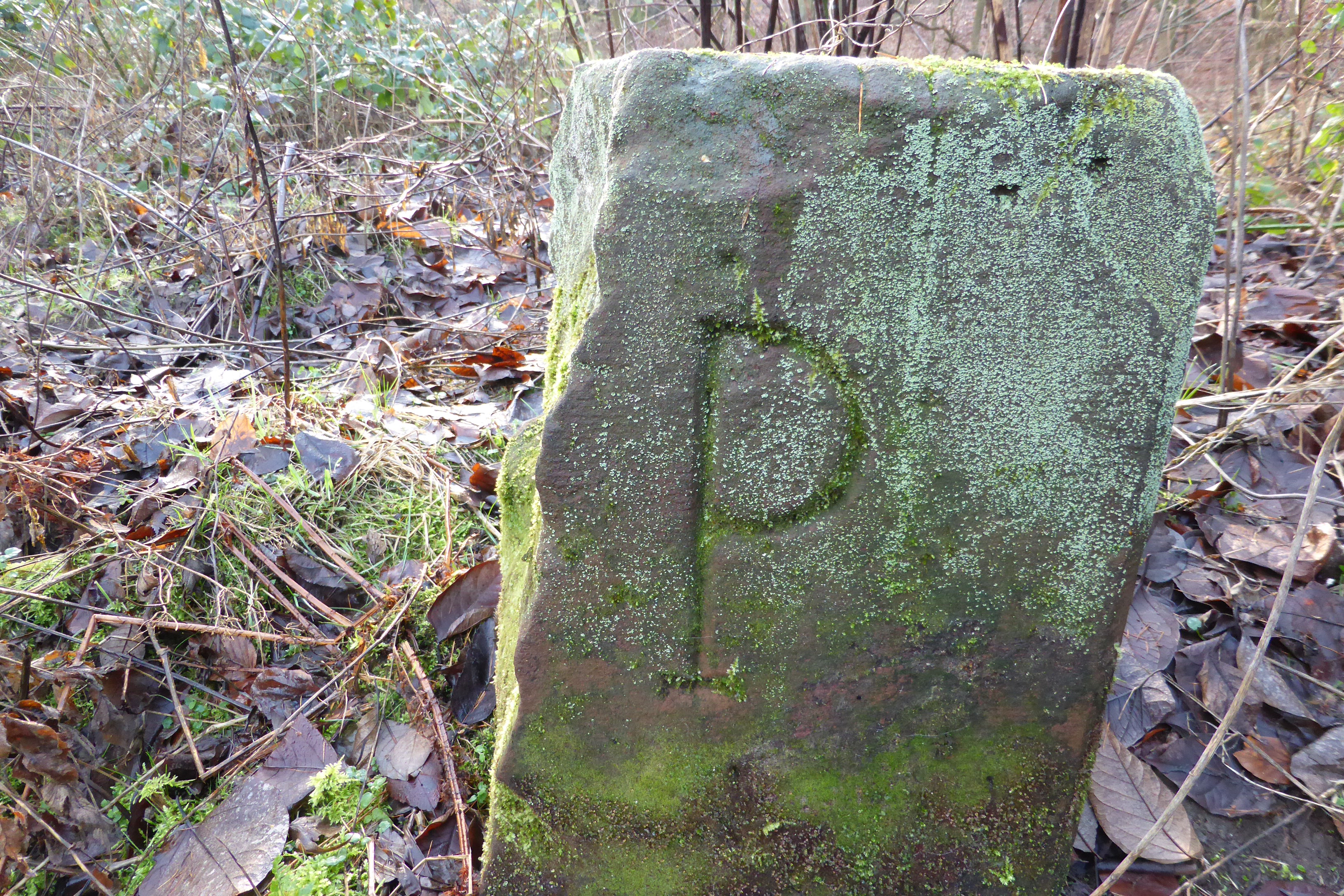
Grenzstein im Ruhbachtal: preußische Seite